# Свободная Латвия (группа сопротивления)
«Свободная Латвия» (латыш. Brīvā Latvija) была одной из национальных групп антисоветского сопротивления в Латвии, сформированных учащимися Елгавской средней школы № 1 после оккупации Латвии в 1940 году. Члены группы были приговорены к 10 годам лишения свободы в лагерях ГУЛАГ СССР, где почти все члены группы погибли.

## История
30 сентября 1940 года шестеро учеников 11-го класса Елгавской государственной 1-й средней школы в квартире Фрича Скурстенса на улице Слимницас 11-4 основали организацию, которую они назвали «Свободная Латвия». Одной из первых задач было создание групп для этой организации в каждом классе своей школы. На собрании 12 октября в организацию были приняты новые члены, а 13 октября Ф. Скурстенис вместе с Арнольдом Салденом разместили в своей квартире призыв «Готовьтесь!». 14 октября молодые люди, разделившись по двое, расклеили распечатанные 100 экземпляров на улицах Елгавас в специально отведенном для каждой пары участке. 16 октября руководство организации собралось в квартире Яниса Лиепиньша на улице Лиела 64-1, чтобы совместно решить, какой должна быть структура организации и кто будет ее руководителем в будущем. Юрис Валунас был единогласно избран лидером, а Ф. Скурстен получил указание исполнять обязанности помощника.
17 октября Ф. Скурстенис созвал собрание организаторов «ячеек» организации, которое прошло в квартире ученика 7-го класса Эмиля Миллерса на улице Лиела 111-3. В нём также приняли участие представители 8, 9 и 10 классов. К концу октября «клетки» сформировались в шести классах. Известно, что Витаутс и Оярс Лабсвири, Имантс Озолиньш, Илмарс Бушс, Эйженс Беймутс и Волдемарс Трейманис входили в такое подразделение в классе 3а. Нормунд Хартманис, Иварс Ринкович, Айварс Бривкалнс работали в 3b классе у Илмара Лейманиса. В 4b классе у Висвалдиса Эйнфельдса - Арнольдс Шинка, Арвидс Блюменталс и Лаймонис Велис. 19 октября руководство организации собралось в квартире Я. Валуна на улице Паста 20-2, чтобы обсудить необходимость усиления конспирации заговора. С 25 октября по 6 ноября 1940 года НКВД арестовало тринадцать учеников 1-й средней школы, заключило их в Елгавскую тюрьму и подолгу допрашивало.
В 1941 году задержанные были вывезены в СССР, а 7 февраля 1942 года специальное собрание Наркомата внутренних дел СССР приговорило их к 10 годам лишения свободы в лагерях ГУЛАГ, где они скончались в 1942 и 1943 годах. В Латвию вернулся только Волдемарс Трейманис.

## Осужденные члены группы
1. Таливалдис Бергс (родился 16 ноября 1922 г., умер 1942/1943 г.)
2. Висвалдис Эйнфельдс (родился 12 июня 1921 г., умер 1942/1943 г.)
3. Армандс Гайшс (родился 20 ноября 1922 г., умер 1942/1943 г.)
4. Лаймдотс Егерманис (родился 13 сентября 1920 г., умер 1942/1943 г.)
5. Илмарс Карклиньш (родился 26 июня 1922 года, умер в 1942/1943 году)
6. Илмарс Лейманис (родился 24 октября 1924 года, умер в 1942/1943 году)
7. Янис Лиепиньш (родился 3 марта 1922 года, умер в 1942/1943 году.)
8. Огертс Ошениекс (родился 1 июля 1921 г., умер в 1942/1943 г.)
9. Арнольдс Салдене (родился 6 января 1921 года, умер в январе 1942/1943 года)
10. Фрицис Скурстенис (родился в июле 1922 г., умер в 1942/1943 г.)
11. Волдемарс Трейманис (родился 10 мая 1923 г.)
12. Арвидс Валкирс (родился 8 февраля 1922 года, умер в 1942/1943 году.)
13. Юрис Валунс (родился 20 февраля 1922 г., умер в 1942/1943 г.)